# Bandy-Weltmeisterschaft 1993
| WM 1993 Norwegen | WM 1993 Norwegen |
| ---------------- | ---------------- |
| Gold             | Schweden         |
| Silber           | Russland         |
| Bronze           | Norwegen         |
| 4.               | Finnland         |
| 5.               | USA              |
| 6.               | Kanada           |
| 7.               | Ungarn           |
| 8.               | Niederlande      |

Die 18. Bandy-Weltmeisterschaft wurde vom 2. Februar bis 7. Februar 1993 im norwegischen Hamar ausgetragen. Schweden besiegte im Finale Russland, das als Nachfolger der Sowjetunion antrat, mit 8:0. Die Gastgebermannschaft Norwegen gewann erstmals seit 1965 mit Bronze wieder eine Weltmeisterschaftsmedaille.

## Spielmodus
Die acht Mannschaften waren ihrer Stärke nach in eine A- und eine B-Gruppe eingeordnet worden. Die ersten drei der A-Gruppe qualifizierten sich automatisch für das Halbfinale. Der Vierte der Gruppe A musste ein Spiel gegen den Ersten der B-Gruppe austragen, deren Sieger sich ebenfalls für das Halbfinale qualifizieren würde.
Die Spiele in der Gruppenphase dauerten 2 × 30 Minuten während die Platzierungsspiele in der normalen Länge 2 × 45 Minuten ausgespielt wurden.

## Austragungsort

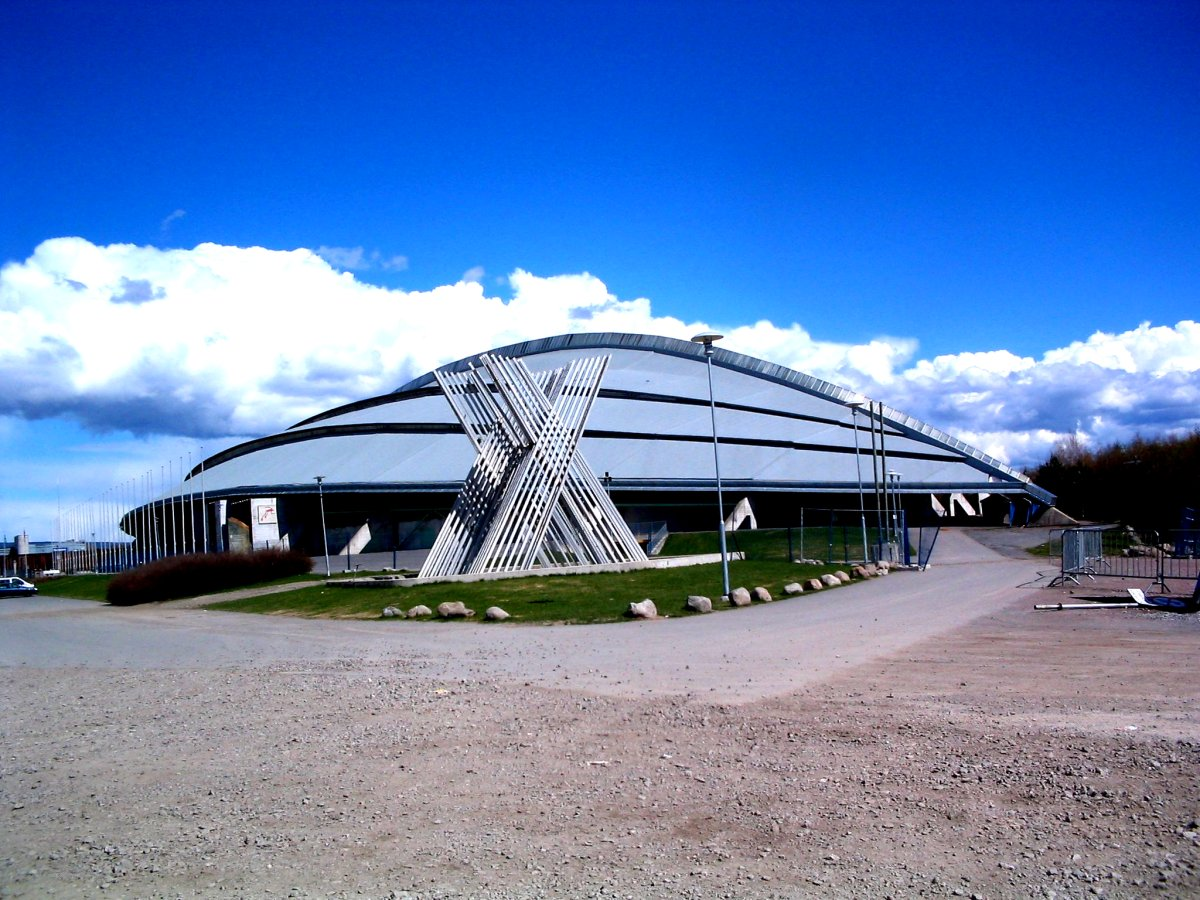
Das Vikingskipet (Wikingerschiff)

Austragungsort war des neueröffnete Vikingskipet in Hamar, das für die Olympischen Winterspiele 1994 erbaut wurde.

## Teilnehmer
Am Turnier nahmen folgende acht Mannschaften teil:
| 6 aus Europa      | Russland (A) | Schweden (A) | Norwegen (A)    |
|                   | Finnland (A) | Ungarn (B)   | Niederlande (B) |
| 2 aus Nordamerika | USA (B)      | Kanada (B)   |                 |

## Spielrunde

### Hauptrunde

#### Gruppe A

##### Ergebnisse
| 2. Februar 1993 | Schweden | 6:1  | Norwegen | Vikingskipet, Hamar |
| 2. Februar 1993 | Russland | 1:0  | Finnland | Vikingskipet, Hamar |
| 3. Februar 1993 | Finnland | 1:10 | Schweden | Vikingskipet, Hamar |
| 3. Februar 1993 | Norwegen | 0:2  | Russland | Vikingskipet, Hamar |
| 4. Februar 1993 | Russland | 1:2  | Schweden | Vikingskipet, Hamar |
| 4. Februar 1993 | Finnland | 4:1  | Norwegen | Vikingskipet, Hamar |

##### Abschlusstabelle
| Pl. |          | Sp | S | U | N | Tore | Diff | Punkte |
| 1.  | Schweden | 3  | 3 | 0 | 0 | 18:3 | +15  | 6      |
| 2.  | Russland | 3  | 2 | 0 | 1 | 4:2  | +2   | 4      |
| 3.  | Finnland | 3  | 1 | 0 | 2 | 5:12 | −7   | 2      |
| 4.  | Norwegen | 3  | 0 | 0 | 3 | 2:12 | −10  | 0      |

#### Gruppe B

##### Ergebnisse
| 2. Februar 1993 | Ungarn      | 3:0 | Niederlande | Vikingskipet, Hamar |
| 2. Februar 1993 | Kanada      | 0:8 | USA         | Vikingskipet, Hamar |
| 3. Februar 1993 | Niederlande | 0:4 | Kanada      | Vikingskipet, Hamar |
| 3. Februar 1993 | USA         | 4:0 | Ungarn      | Vikingskipet, Hamar |
| 4. Februar 1993 | Ungarn      | 1:4 | Kanada      | Vikingskipet, Hamar |
| 4. Februar 1993 | Niederlande | 1:9 | USA         | Vikingskipet, Hamar |

##### Abschlusstabelle
| Pl. |             | Sp | S | U | N | Tore | Diff | Punkte |
| 1.  | USA         | 3  | 3 | 0 | 0 | 21:1 | +20  | 6      |
| 2.  | Kanada      | 3  | 2 | 0 | 1 | 8:9  | −1   | 4      |
| 3.  | Ungarn      | 3  | 1 | 0 | 2 | 4:8  | −4   | 2      |
| 4.  | Niederlande | 3  | 0 | 0 | 3 | 1:16 | −15  | 0      |

### Spiele um die Plätze 1 bis 4

#### Viertelfinale
| 5. Februar 1993 | Norwegen | 7:0 | USA | Vikingskipet, Hamar |

#### Halbfinale
| 6. Februar 1993 | Russland | 8:5 | Finnland | Vikingskipet, Hamar |
| 6. Februar 1993 | Schweden | 6:3 | Norwegen | Vikingskipet, Hamar |

#### Spiel um Platz 3
| 7. Februar 1993 | Finnland | 3:5 | Norwegen | Vikingskipet, Hamar |

#### Finale
| 7. Februar 1993 | Schweden | 8:0 | Russland | Vikingskipet, Hamar, 5 338 Zuschauer |

### Spiele um die Plätze 5 bis 8

#### Spiel um Platz 7
| 5. Februar 1993 | Ungarn | 6:4 | Niederlande | Vikingskipet, Hamar |

#### Spiel um Platz 5
| 6. Februar 1993 | USA | 5:3 | Kanada | Vikingskipet, Hamar |

## Abschlussplatzierungen
| Platz                                                                        | Land                                                            | Athleten |                                                              |
| ---------------------------------------------------------------------------- | --------------------------------------------------------------- | --- | ------------------------------------------------------------ |
| 1                                                                            | SWE                                                             | \| Mikael Forsell Pontus Sundelius Kjell Berglund Stefan Jonsson Roger Karlsson \| Joe Lönngren Göran Rosendahl Niclas Johannesson Anders Karlsson \| Patrick Sandell Stefan Åkerlind Hans Åström Jonas Claesson \| Per Fosshaug Ola Fredriksson Hans Johansson Patrik Johansson \| |                                                              |
| 2 0                                                                          | RUS                                                             | |                                                              |
| 3 0                                                                          | NOR                                                             | |                                                              |
| 4 0                                                                          | FIN                                                             | |                                                              |
| 5 0                                                                          | USA                                                             | |                                                              |
| 6 0                                                                          | CAN                                                             | |                                                              |
| 7 0                                                                          | HUN                                                             | |                                                              |
| 8 0                                                                          | NED                                                             | |                                                              |
| Mikael Forsell Pontus Sundelius Kjell Berglund Stefan Jonsson Roger Karlsson | Joe Lönngren Göran Rosendahl Niclas Johannesson Anders Karlsson | Patrick Sandell Stefan Åkerlind Hans Åström Jonas Claesson | Per Fosshaug Ola Fredriksson Hans Johansson Patrik Johansson |